# Donji Karajzovci
Donji Karajzovci (cyr. Доњи Карајзовци) – wieś w Bośni i Hercegowinie, w Republice Serbskiej, w gminie Gradiška. W 2013 roku liczyła 548 mieszkańców.